# Calanthe dipteryx
Calanthe dipteryx är en orkidéart som beskrevs av Heinrich Gustav Reichenbach. Calanthe dipteryx ingår i släktet Calanthe och familjen orkidéer.
Artens utbredningsområde är Små Sundaöarna. Inga underarter finns listade i Catalogue of Life.